# Giacomo Orsini
Giacomo Orsini (Roma, Itália, c. 1340 — Vicovaro, Itália, 15 de agosto de 1379) (em latim: Jacobus de Ursinis) foi um prelado da Igreja Católica e cardeal-diácono de São Jorge em Velabro de 1371 até sua morte logo após o início do Cisma do Ocidente.

## Biografia

### Infância e educação
Membro da família Orsini, Giacomo nasceu por volta de 1340. Sua mãe era Isabella Savelli. Seu pai, Orso Orsini, conde de Tagliacozzo e senhor de Vicovaro.
Seu tio, o cardeal Rinaldo Orsini, desempenhou um papel importante na educação de Giacomo após a morte de seu pai em 1060.
Orsini estudou direito canônico na Universidade de Bolonha. Recebeu seu título de doutor em uma cerimônia pública em 2 de junho de 1371.

### Cardinalato em Avinhão
No consistório de 30 de maio de 1371, o Papa Gregório XI o nomeou cardeal-diácono de São Jorge em Velabro.
Em setembro de 1374, foi nomeado protetor do Arcispedale di Santo Spirito em Roma.
Orsini foi cardeal durante os últimos anos do Papado de Avinhão. Em um consistório em 7 de fevereiro de 1375, ele defendeu a decisão de Gregório XI de retornar a Roma contra os argumentos do duque Luís I de Anjou. Em julho de 1376, ele foi enviado à frente para Roma para notificar a cidade do retorno planejado. Ele então acompanhou Gregório XI de Marselha a Roma em 1376-1377, tendo feito seu testamento em 20 de setembro de 1376 antes enfrentar os riscos de uma longa viagem marítima.

### Conclave de 1378 e o início do Grande Cisma do Ocidente
Com a morte de Gregório XI, Orsini era considerado papável, mas foi fortemente contestado pelo cardeal Jean de Cros por causa de sua juventude. Testemunhas mais tarde afirmaram que uma multidão de curiosos, instigada por membros da família Orsini, estava cantando seu nome no conclave de 1378. No final, ele foi o único cardeal a se recusar a votar em Urbano VI, mas desempenhou o papel de protodiácono durante a coroação papal em 18 de abril. Ele coroou Urbano VI com a tiara papal no lugar do bispo de Óstia, Pierre d'Estaing, que havia morrido recentemente.
Orsini, com Francesco Tebaldeschi, Pietro Corsini e Simone da Brossano, fazia parte de um partido italiano entre os cardeais. Quando os cardeais não italianos romperam com Urbano, alegando que o haviam eleito sob pressão de uma multidão romana, o papa enviou os italianos para negociar uma reconciliação. Em 26 de julho, os cardeais italianos elaboraram um relatório sobre a eleição, que foi revisado por Orsini logo depois. O rascunho de Orsini se tornou a base para o manifesto dos cardeais cismáticos de 2 de agosto. Durante essas negociações iniciais, os cardeais italianos permaneceram em Vicovaro, distantes de ambas as partes.
Orsini procurou aconselhamento jurídico sobre a validade da eleição do Papa Urbano de Giovanni da Legnano, Baldo de Ubaldo e Bartolomeo da Saliceto, a quem encaminhou seu relatório. As respostas de todos os três defenderam fortemente Urbano VI.
Orsini e os outros italianos retiraram-se para Nápoles, onde foram recebidos pela rainha Joana I em 30 de julho. Embora presentes, eles não participaram do contra-conclave em Fondi que elegeu o Antipapa Clemente VII em 20 de setembro. Depois disso, ele se retirou com os cardeais Corsini e Borsano para Tagliacozzo.
Urbano VI chamou Orsini de idiota. Catarina de Siena também tinha uma opinião negativa de Orsini. Em uma carta, ela castiga os cardeais italianos em 1378. Já em 1377, ao buscar a intervenção de Orsini para pôr fim à Guerra dos Oito Santos, ela o rotulou de "flor fedorenta" no jardim da igreja. Na avaliação de um pesquisador jesuíta moderno, Marc Dykmans, no entanto, Orsini foi "um dos poucos que não mentiu" nos depoimentos feitos em 1378 para os monarcas da Espanha e registrados no Libri de Schismate. Orsini defendeu um concílio geral para resolver o cisma crescente.
Ele morreu em Tagliacozzo em 13 de agosto de 1379 de uma doença no fígado.